# Gabelkreuz Darfeld

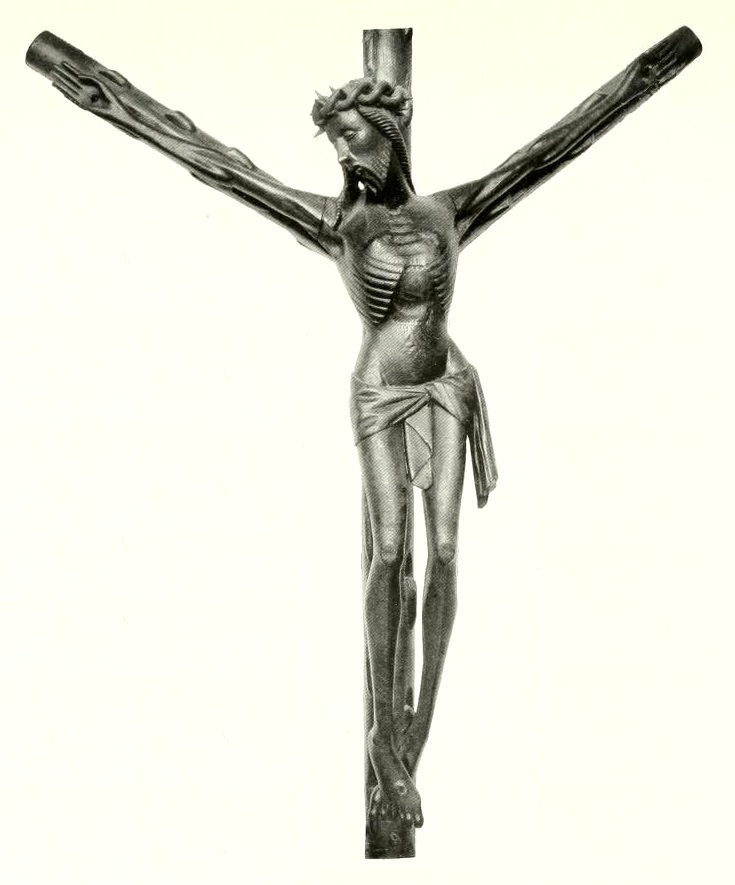
Gabelkreuz Darfeld (Aufnahme 1913)

Das Gabelkreuz in Darfeld in der Gemeinde Rosendahl, Kreis Coesfeld, Nordrhein-Westfalen, ist ein Gabelkruzifix aus dem 14. Jahrhundert. Es steht im Chorraum der St.-Nikolaus-Kirche.

## Beschreibung
Der Korpus des Darfelder Gabelkruzifixes ist 1,29 m hoch bei einer Armspanne von 1,13 m, der Stamm überragt diesen deutlich. Die Arme liegen auf den Balken des Kreuzes auf, obwohl der Winkel damit nicht übereinstimmt. Kreuz und Korpus sind einheitlich nahezu glänzend schwarz, ersteres ist mit geometrisch angeordneten, deutlich herausgearbeiteten Astansätzen versehen. Der Leidensausdruck ist maßvoll dargestellt, es fehlen Geißelwunden. Die Seitenwunde zeigt kleine Blutstropfen, die Wunden der Füße und Hände hingegen nicht. Das Haupt umwindet eine akkurat geflochten dargestellte Dornenkrone. Die Körperhaltung ist nicht verzerrt, sondern noch relativ majestätisch. Vor diesem Hintergrund wurde auch eine zeitliche Einordnung in das 13. Jahrhundert vermutet.

## Verehrungsgeschichte
Das Darfelder Gabelkruzifix gehörte wohl schon zur Ausstattung der ersten Kirche des Ortes. In der Brust befindet sich hinter einem silbernen Schild eine Kreuzreliquie mit einem als Stiftungsurkunde aufgefassten Schriftstück aus dem Jahre 1620. Dieses besagt, dass das Kreuz – vermutlich anlässlich des Erwerbes der Reliquie – „im September“ (Kreuzerhöhung?) „auf Kosten des Bernard Schulte Rockloe genannt Everding festlich geschmückt“ worden sei. 
Heute noch existieren silberne Votivgaben aus der Zeit nach dem Ersten Weltkrieg mit Darstellungen verschiedener Waffengattungen (Stahlhelm, Schiff, Kanone) von überlebenden Kriegsteilnehmern. In den 1930er Jahren wurde die Kreuzverehrung in Darfeld vom damaligen Pfarrer gefördert, er ließ barocke Assistenzfiguren (Maria und Johannes) dazu aufstellen und verbreitete ein ursprünglich aus dem Paderborner Diözesangesangbuch stammendes Kreuzlied (Der am Kreuz ist meine Liebe) in der Gemeinde. Noch für 1983 wird erwähnt, dass das Gabelkreuz am Karfreitag „auf den Schultern seiner Träger den Weg durch die Gemeinde macht“.